# Illa d'Ormuz

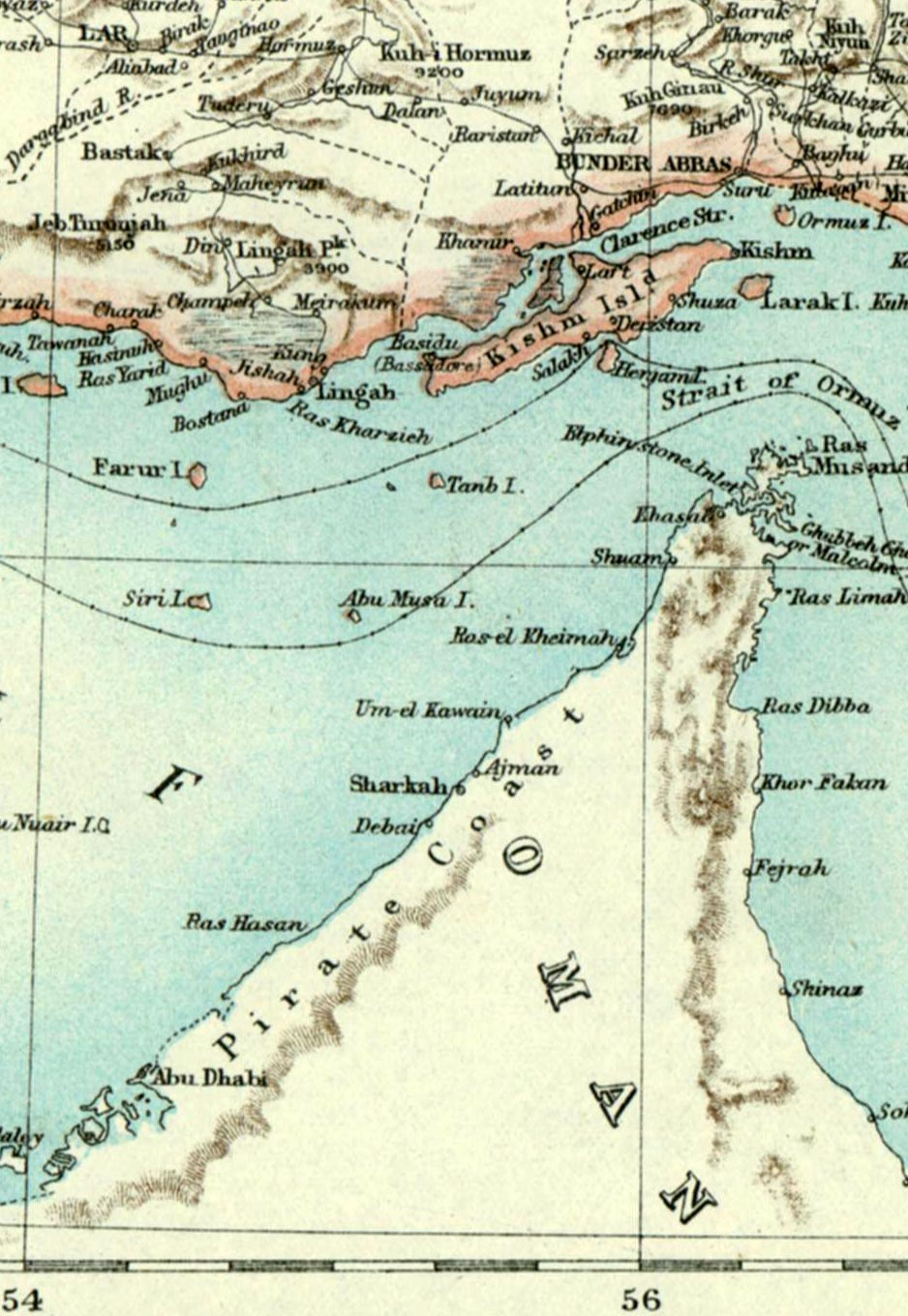
Mapa

L'illa d'Ormuz, Hormuz o Hormoz (persa: جزیره هرمز, Jazireh-ye Hormoz) és una illa de l'Iran al golf Pèrsic, a l'estret al qual dona nom (estret d'Ormuz), formant part de la província d'Hormozgan. La seva superfície és de 42 km². L'única població es diu també Ormuz i és a la punta nord de l'illa, però no és l'antiga ciutat d'Harmuza que era a la costa persa. Conserva algunes restes portugueses, principalment la fortalesa. La seva altura màxima és de 186 metres sobre el nivell de la mar; el terra i l'aigua són salades per manca de pluja i l'aigua s'hi ha de portar del continent.

## Història

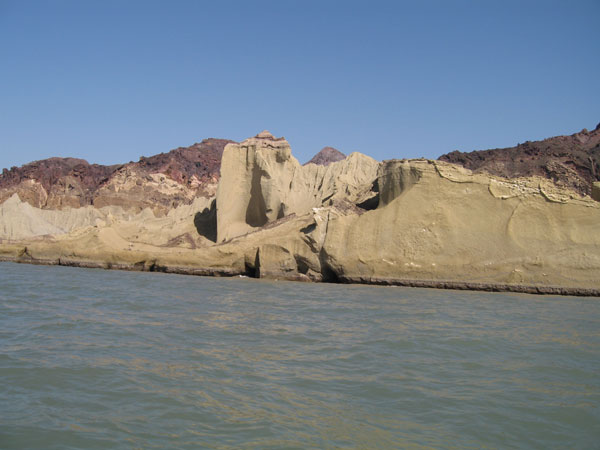
Hormoz

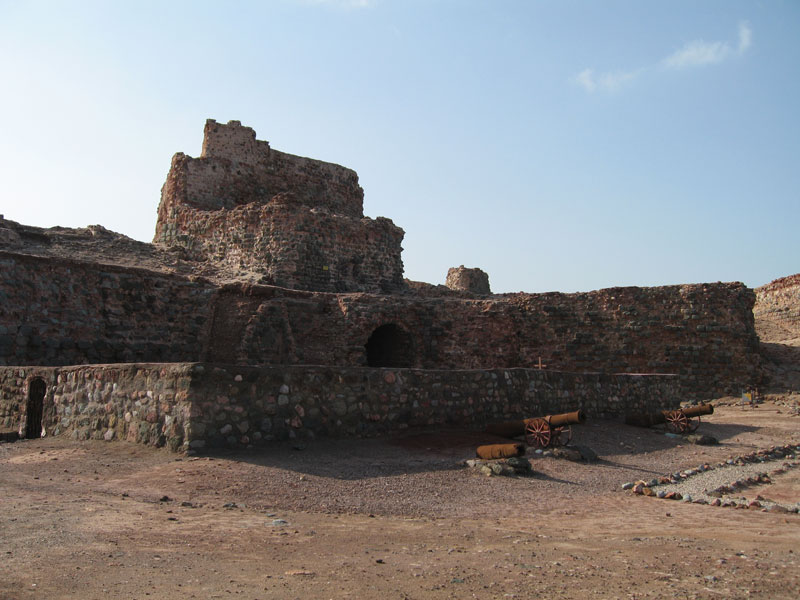
Fort de Nostra Senyora de la Concepció

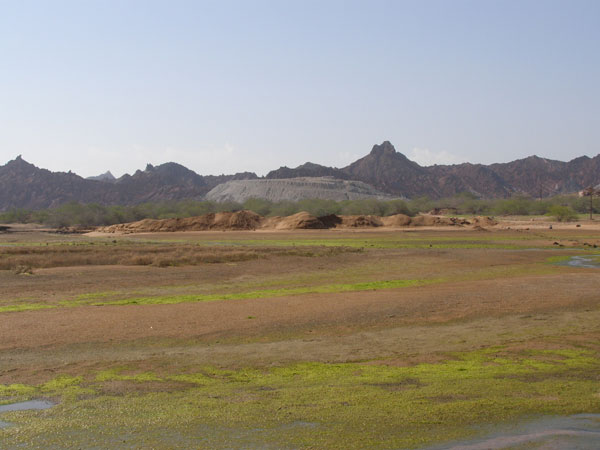
Terres de Hara

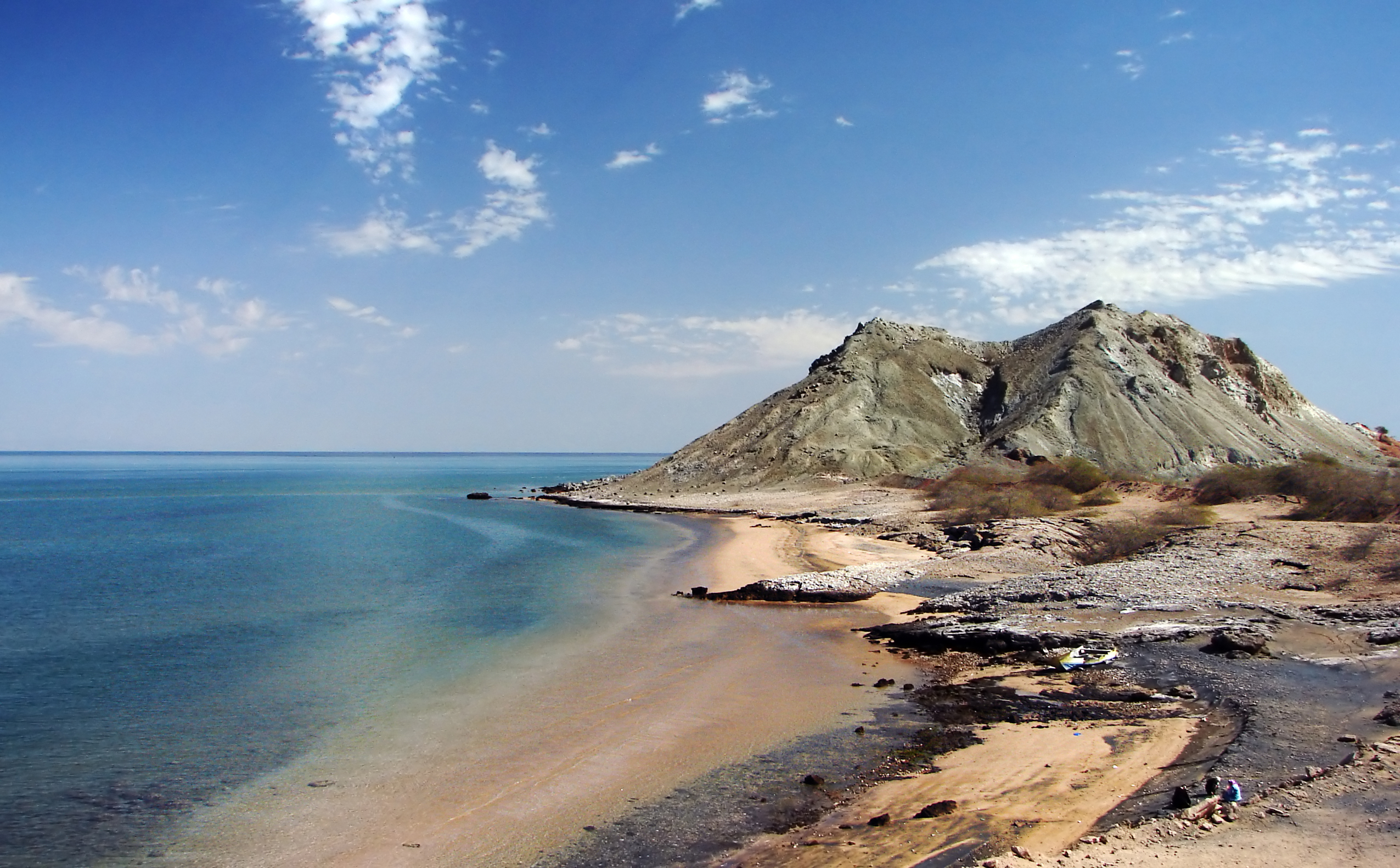
platja de Khezr

Harmozia fou el nom donat pels antics macedonis a un dels districtes de Carmània. La capital era el port d'Harmuza al sud-est de Carmània. La flota de l'almirall Nearc va arribar a Harmuza de retorn de l'Índia. Els noms de Harmuza, Harmozia i del cap d'Harmozon (a l'entrada de Harmuza) derivaren del nom persa Hormuzd o Auramazda (Bon Esperit) i està a l'origen del modern nom Ormuz o Hormuz. En una data propera al 1300 bandes txagatai van atacar la ciutat d'Hormuzan a la costa, i la capital fou traslladada a l'illa de Djirun, la futura Ormuz. Al segle xiv els Tibis, prínceps mercaders de Djazirat Kays (illa de Kays) exercien l'hegemonia a les illes del golf Pèrsic i a la costa oriental d'Aràbia; però la seva supremacia fou substituïda per l'eclosió d'Ormuz més a l'est. El rei d'Hormuza (Ormuz) Tahamtan II, vassall dels muzaffàrides de Kirman i Fars i dels Il-kan, va ocupar Djazirat Kays i al mateix temps la regió de Bahrayn, va posar fi a la dinastia Banu Kaysar i va exercir l'hegemonia. Va estendre el seu control per la costa persa, les illes del golf Pèrsic, la regió de Bahrayn (la futura al-Hasa), la costa dels actuals Emirats Àrabs Units i la costa nord d'Oman (vers 1330). El regne va exercir una hegemonia comercial que va durar tres segles. Al cap de 15 anys de la conquesta de Kays, Turanshah d'Ormuz va visitar les illes Bahrain on es parla per primer cop d'Al-Manama. A partir d'aquest moment generalment el nom de Bahrayn es va aplicar només a les illes Bahrain i la regió continental fou coneguda com al-Ahsa.
No se sap quan fou destruïda la ciutat del continent, i les teories oscil·len entre els sultans seljúcides de Kirman (segle xiii), els mongols del Kanat de Txagatai (final del segle xiii) o poc després del 1387 per atacs de Tamerlà; fos quan fos, la capital instal·lada a l'illa propera de Djirun o Jarun o Jarrun, va esdevenir la capital definitiva i fou coneguda com a Nova Hormuza, del que va derivar Ormuz, nom tant de l'illa com de la ciutat, i que també dona nom a l'estret entre Oman i l'Iran. A mitjans del segle xv (vers 1440) els emirs de Rabia van originar a al-Ahsa la dinastia local dels djabrites iniciada per Adjwad ibn Zamil, que es va estendre a les illes del golf Pèrsic, i va afavorir els malikites contra els xiïtes. Els djabrites van dominar al-Hasa, Katif, i les illes Bahrain i Kays, i fins i tot part del Nedjd oriental.
El Regne d'Ormuz fou possessió dels portuguesos des del 1507 quan la va ocupar Alfonso de Albuquerque; els portuguesos van abandonar l'illa però hi van retornar el 1514 i van establir una fortalesa a Ormuz i una a Djulfar (prop de la moderna Ras al-Khayma); van arribar a la regió d'al-Hasa el 1514 i al cap d'uns anys se'n van apoderar en part, amb l'ajut d'Ormuz.
Portugal va retenir Ormuz i les seves dependències fins al segle XVII; el 1604 els safàvides van ocupar les illes Bahrein i el 1615 Gamru (Bandar Abbas). El 1622 el xa persa safàvida Abbas el Gran, ajudat pels anglesos de la Companyia Britànica de les Índies Orientals, va conquerir Ormuz. Els perses van fundar a la costa Bandar Abbas al lloc de l'antic port pescador de Shahru o Shahruva (la possessió portuguesa de Gamru), intentant desviar cap allí el comerç que sota els portuguesos es feia a Ormuz. El xa Abbas I el Gran els va concedir una factoria a Gamru anomenada pels anglesos Gombroon (derivat del persa gumruk = duana o de kamrun = gamba) amb exempció de drets de douana. El xa va rebatejar al port amb el seu nom: Bandar Abbas. Al port s'hi van instal·lar també factories franceses i holandeses i va esdevenir el principal de Pèrsia. Ormuz va quasi desaparèixer en poc temps, i només hi van restar unes dotzenes de pescadors.